# Funicolare di Sorrento
La cosiddetta funicolare di Sorrento fu un impianto funicolare progettato da Alessandro Ferretti, ingegnere noto anche per altre realizzazioni similari, a servizio dell'Hotel Vittoria in Sorrento.

## Storia
Costruita utilizzando un'antica crypta di epoca romana, fu inaugurata il 5 marzo 1893, ma già poco dopo sostituita da un ascensore (forse già nel 1896 quando venne realizzata una strada di collegamento tra il centro di Sorrento e il porto).
La via di corsa si sviluppava per complessivi 260 m, di cui 170 all'interno della crypta ed i restanti all'aperto. La pendenza costante era intorno al 15%. Era utilizzata una sola vettura avente la capacità di 12 persone. Il meccanismo, come si legge nelle cronache relative all'inaugurazione dell'impianto, era mosso da un motore a vapore della limitata potenza di soli 8 HP, bastevoli a fornire anche l'albergo di luce elettrica.
Nel corso del 1894 il Comune di Sorrento intavolò trattative con i proprietari dell'albergo per ottenere la "pubblicizzazione" dell'impianto, anche in vista del previsto afflusso di turisti l'anno successivo, quarto centenario della morte del poeta Torquato Tasso, nato a Sorrento. Non si hanno notizie certe sull'esito delle trattative, probabilmente andate a buon fine, ma comunque soprassiedute dalla summenzionata cessazione dell'esercizio della funicolare.